# Лабитово
Лабитово — село в Новомалыклинском районе Ульяновской области России. Входит в состав Высококолковского сельского поселения.

## География
Село находится в восточной части Левобережья, в лесостепной зоне, на левом берегу реки Большой Авраль, на расстоянии примерно 18 километров (по прямой) к юго-востоку от села Новая Малыкла, административного центра района. Абсолютная высота — 81 метр над уровнем моря.
Климат
Климат характеризуется как умеренно континентальный, с тёплым летом и умеренно холодной зимой. Средняя температура воздуха самого тёплого месяца (июля) — 20 °C (абсолютный максимум — 39 °C); самого холодного (января) — −13,8 °C (абсолютный минимум — −47 °C). Продолжительность безморозного периода составляет в среднем 131 день. Среднегодовое количество атмосферных осадков составляет 406 мм. Снежный покров образуется в конце ноября и держится в течение 145 дней.
Часовой пояс
Село Лабитово, как и вся Ульяновская область, находится в часовой зоне МСК+1. Смещение применяемого времени относительно UTC составляет +4:00.

## История
Село состоит из двух населенных пунктов Абдреево и Лабитово. По легенде, названия сёл получили по имени их основателей — Абдрашитулла и Лабитулла. Дата основания села точно неизвестна, в конце XVII века, после строительства — Закамской засечной черты, для охраны южно-восточных рубежей Русского государства от набегов кочевых племён.  
В 1780 году, при создании Симбирского наместничества, деревня Лабиткина, служилых татар, вошла в состав Ставропольского уезда.
В 1884 году указывается число домохозяйств — 415, ревизских душ — 710, населения обоего пола —  2083. 
В 1910 году было 245 дворов, 1519 жителей, мечеть, ветряная мельница. Абдреево и Лабитово являлись собственностью царской фамилии. 
В 1930 году в Абдреево был организован колхоз имени Кагановича, в Лабитово — колхоз имени Красной Армии, в 1950 году объединены в одно коллективное хозяйство, а в 1956 году  переименованное в колхоз «Алга». После реорганизации машинно-тракторных станций колхоз выкупил у государства тракторы и другую технику для возделывания сельскохозяйственных культур. В 1969 году в колхозе было 24 трактора, 15 комбайнов, 20 автомобилей и множество другой техники. На месте старых помещений для скота сооружено два животноводческих городка и зерносклады из кирпича и бетона. Построен механизированный ток, покрытый асфальтом. В центре села разбит парк, в котором были установлены были памятники В. И. Ленину и 57 землякам, погибшим в Великой Отечественной войне.  
В 1967 году построен сельский дом культуры, библиотека. Позже построен  медпункт, бетонный мост через реку Авраль, проложен водопровод.
В 1986 году колхоз имел более 1,5 тысячи голов  крупного рогатого скота, около семи тысяч овец, пахотных земель 6,5 тысяч гектаров. Было 18 комбайнов, 30 грузовых автомобилей и 45 тракторов разных видов. В 1989—1990 годы была заасфальтирована дорога от села до федеральной трассы, в 1991 году — село газифицировано.
В 1998 году на пожертвования выходца из Лабитово бизнесмена Валиуллина Я. А. и жителей села были построены мечети в Абдрееве и в Лабитове.

## Население
| 1859 | 1889  | 1897 | 1910  | 2010 |
| ---- | ----- | ---- | ----- | ---- |
| 786  | ↗1062 | ↘985 | ↗1430 | ↘177 |

Национальный состав
Согласно результатам переписи 2002 года, в национальной структуре населения татары составляли 95 % из 214 чел.

## Известные уроженцы
- Ромазанов, Сергей Николаевич — советский государственный и военный деятель, генерал-лейтенант авиации военно-воздушных сил (ВВС) Вооружённых Сил СССР.